# Belagerung von Ismail

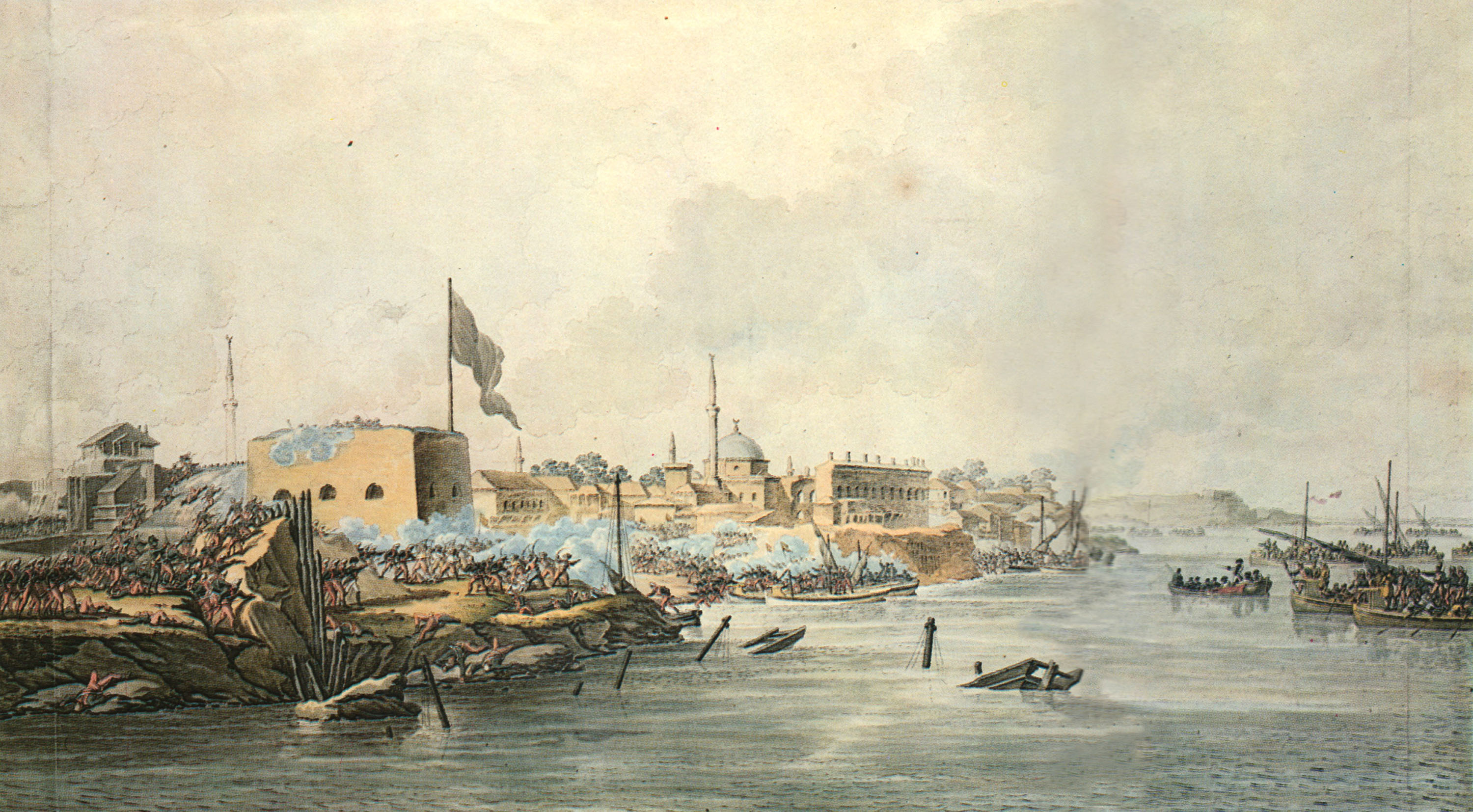
Das belagerte Ismael

Die Belagerung von Ismael fand zwischen dem 20. November und dem 11. Dezemberjul. / 22. Dezember 1790greg. während des Russisch-Türkischen Krieges im Süden der Moldau an der Donaumündung statt. Dabei wurde eine starke türkische Garnison in der Festung Ismael durch ein russisches Belagerungskorps unter General Alexander Suworow belagert. Mit Hilfe der Ruderflotte, die vom Dnjepr herangeführt wurde, konnte die Stadt schließlich zur Übergabe gezwungen werden.

## Vorgeschichte

Übersichtskarte im Kampfraum

Der Diplomatie der russischen Zarin Katharina II. gelang es bereits achtzehn Tage nach der Reichenbacher Konvention, den Krieg mit den Schweden zu beenden und am 14. August den Friede von Värälä abzuschließen. Die türkische Seite, die sowohl auf die Erschöpfung Russlands als auch auf den diplomatischen Druck Großbritanniens und Preußens hoffte, hatte es nicht eilig, die Feindseligkeiten einzustellen und glaubte noch an den eigenen Erfolg.
Am 6. Septemberjul. / 17. September 1790greg. schlossen die Österreicher mit dem Osmanischen Reich in Giurgiu einen Waffenstillstand ab, wodurch das noch allein kämpfende Russische Reich gedrängt wurde, den Krieg mit den Türken zu beenden.
Der russische Oberbefehlshaber in Bessarabien Feldmarschall Grigori Potemkin hatte den Sommer wie ein regierender Fürst der Moldau in Jassy und später in Bender zugebracht, umgeben von einem glänzenden Hof, aber militärisch zauderhaft und abwartend. Katharina drängte auf einen großen Sieg, um die Hohe Pforte zum Frieden zu zwingen. Zwischen dem steppenhaften Budschak und der Dobrudscha sollten am wichtigen Donau-Zulauf mehrere Belagerungen erfolgen, die Angriffe auf die türkischen Festungen Kilija, Tulcea, Isaccea (heute beide in Rumänien) und Ismail sollten gleichzeitig erfolgen, dazu wurde die am Dnjepr liegende russische Küstenflotte herangezogen.

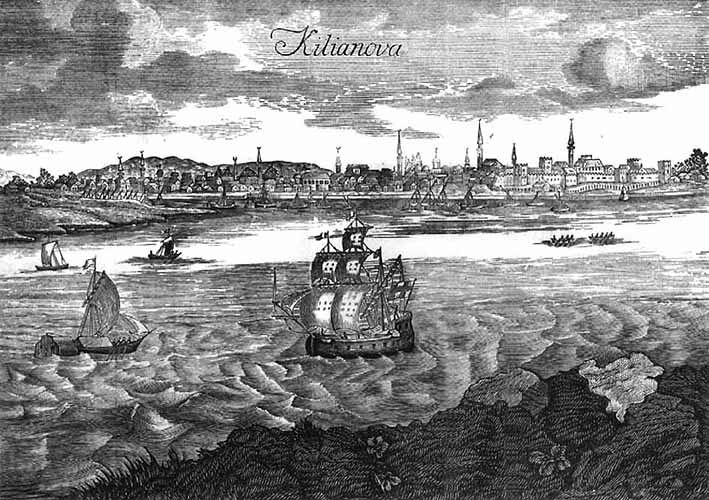
Kilija im 15. Jahrhundert

Die russische Ruderflotte unter Generalmajor José de Ribas war durch widrige Winde an der Mündung bei Otschakow aufgehalten worden. Am 13. Oktober erreichte sie die Dnjestr-Mündung und vereinte sich mit der verbündeten Kosakenflottille unter Oberst Golovati. Am 18. sandte General de Ribas 12 leichte Schiffe an die Kilija-Mündung und ankerte selbst mit den Hauptstreitkräften der Flottille in größerer Entfernung vor Sulina am Donaueingang. Am 20. Oktober wurden im Morgengrauen die feindlichen Befestigungen erkundet und dabei zwei Batterien erkannt, hinter denen zusätzlich eine feindliche Fluss-Flottille patrouillierte. Für einen erfolgreichen Kampf gegen die türkischen Schiffe war es zunächst notwendig, die Batterien auszuschalten. General de Ribas übertrug diesen Auftrag seinem Bruder, Oberstleutnant Ribas, der die türkische Besatzung bei Nacht mit 600 Mann erfolgreich überwältigte. Oberstleutnant Ribas richtete die erbeuteten Geschütze gegen die gegenüber stehende feindliche Batterie, schwächte deren Feuer, ließ auf das rechte Ufer übersetzen, nahm die Batterie in Besitz und zwang dann die türkische Flottille zum Abzug. Die russischen Truppen hatten insgesamt 13 Geschütze erobert. Als sich das Wetter besserte, drang die Flottille von General Ribas in den Kilija-Arm ein. Oberst Anton Golovati konnte mit seiner Flottille am 23. Oktober bis vor Kilija kommen. Diesen Erfolg nutzend, schickte General de Ribas am 6. November einen weiteren Flottenteil unter Kapitän Achmatow nach Tulcea, wo 19 türkische Schiffe, quer über dem Arm gelegt, den Zugang versperrten. Oberstleutnant Ribas schiffte seine Grenadiere aus und überrumpelte auch diesen Platz am 7. November, dabei fielen 10 Kanonen und 240 Fässer Schießpulver in russische Hände.

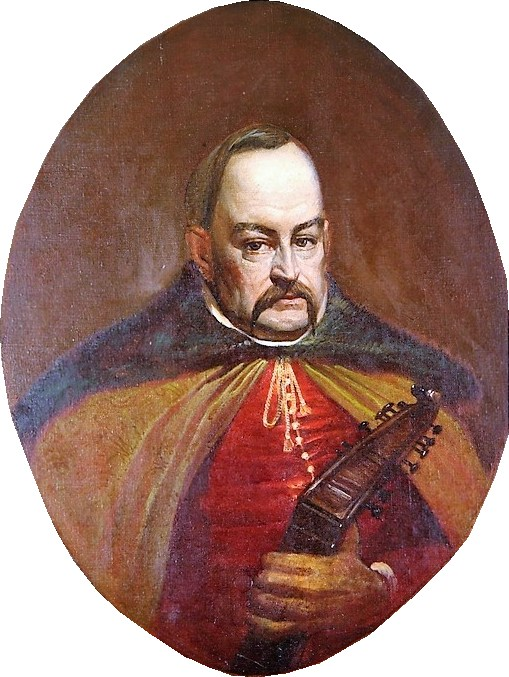
Anton Golovati, Ataman der Kosakenflottille

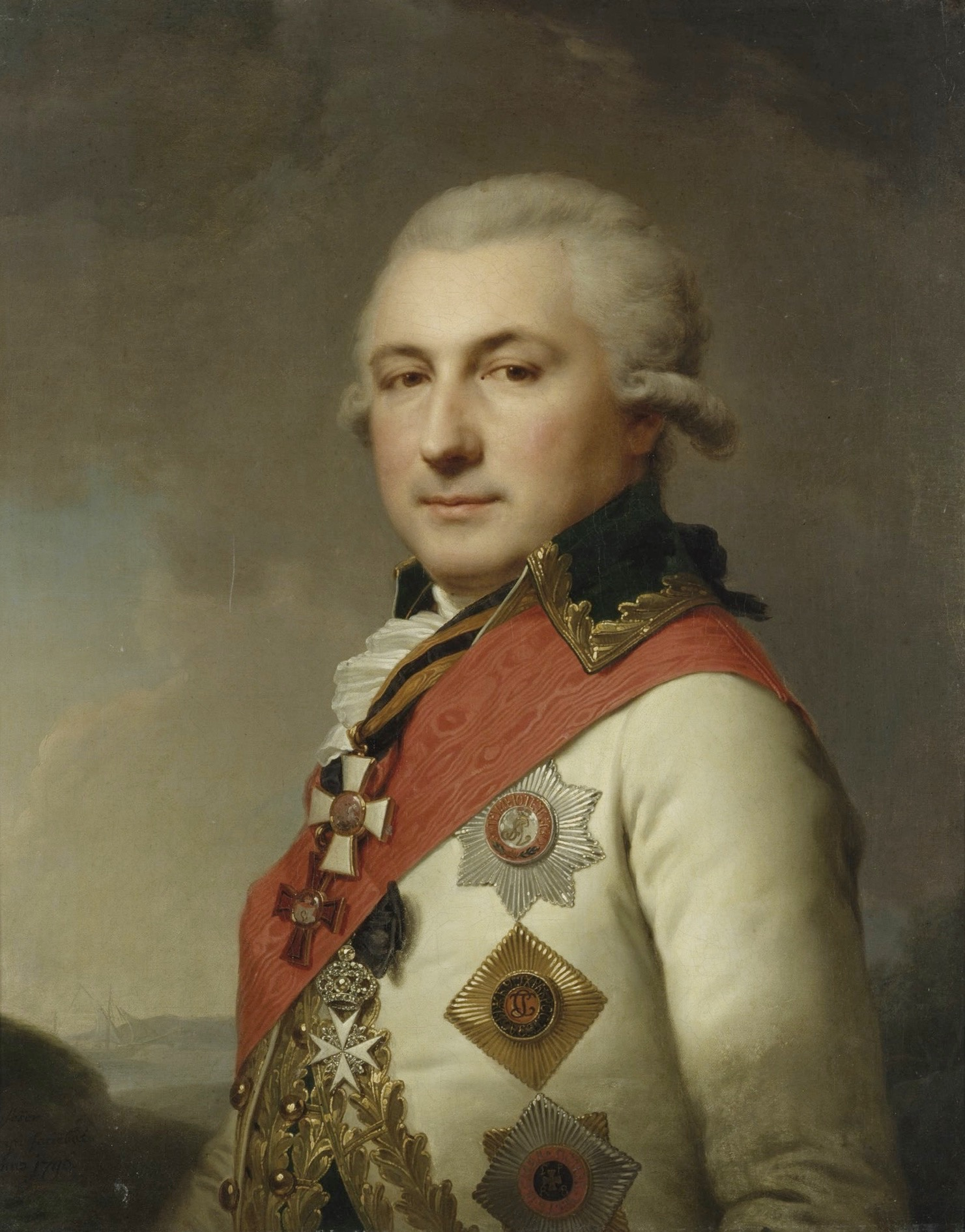
Jose de Ribas

Am 29. Oktober 1790 konnten die Landtruppen unter General Iwan Wassiljewitsch Gudowitsch und Möller-Sakomelski das befestigte Kilija erstürmen, die Ruderflotte unter General de Ribas konnte am 18. (7.) November Tulcea und am 24. (13.) November Isaccea besetzen. Potemkin informierte seine Zarin über die Einnahme von Isaccea: „Dieser Ort ist voll von Geschäften, der den türkischen Armeen, Ismael und die andere Festungen immer ihre Vorräte lieferte“. Dieser Erfolg war wichtig, weil er die dort gelagerten bedeutenden Vorräte in die Hände der Russen brachte: 96 Geschütze, 300 Fässer Pulver, 20.000 Kugeln, 160.000 Pfund Blei und Lebensmittel. Ismael war jetzt strategisch isoliert und seine Besetzung sollte der logische Abschluss des Feldzugs von 1790 werden.
General de Ribas brachte seine Flottille in der Donaumündung dann bis oberhalb Ismail hinauf, während gleichzeitig auf der andern Flussseite 12 Lansonen (flache zweimastige Kosaken-Boote) unter Oberst Golovati bis auf Kanonenschussweite unterhalb der Festung anlangten. Sofort wurde Generalmajor Arsenjew mit 4 Bataillonen und 600 Kosaken auf der Insel Tschatal (Ceatal, Bezirk Tulcea) gelandet.
Ismail lag zwischen dem Jalpuch- und Katlabuga-See auf einer flachen Erdzunge, die im Süden durch die Donau geschützt wurde, ausländischen Ingenieure hatten die Festung seit dem letzten Krieg im Auftrag der Hohen Pforte modernisiert. Am 18. (29.) November 1790 landete de Ribas seine Truppen auf Tschatal gegenüber von Ismael und begann sofort mit dem Bau von drei Batterien. Sie wurden am Morgen des 20. November 1790 fertiggestellt, woraufhin die Schwarzmeer-Kosakenflottille von Golovati im Schutz ihres Feuers die türkische Flottille und die Küstenbefestigungen von Ismael angriffen.
Als Ergebnis dieser Seeangriffe verloren die Osmanen 20 Segelschiffe, es wurde aber auch 32 Transporter und 40 Fähren zerstört.

## Die Belagerung
Wie schon im Kriegsjahr 1787 näherten sich die russischen Landtruppen der Festung Ismail vom Norden her, dort waren die Befestigungen naturgemäß am stärksten. Im September 1790 brach in der Festung ein Aufstand gegen den Serasker aus, ein Teil der Garnison floh über die Donau, so dass die Garnison zu diesem Zeitpunkt maximal über 15.000 Mann umfasste, die Artillerie umfasste nach verschiedenen Angaben entweder 194 oder 265 Geschütze. Die Anzahl wurde aber fast verdoppelt, nachdem die Besatzung des gefallenen Killja aufgenommen wurde.
Am Abend des 20. Novemberjul. / 1. Dezember 1790greg. eröffnete die russische Flottille ein lebhaftes Feuer auf die Südwälle von Ismael, unter dessen Schutz die Belagerungsarbeiten auf der gegenüber liegenden Insel begannen. Die Divisionen unter Arsenjew, dem Brigadier Markow und dem Oberstleutnant de Ribas zogen eine Linie hoch, welche an den Flanken mit Batterien verstärkt wurde. Unmittelbar nach der Einnahme von Isaccea (24. November) befahl Potemkin dem General de Ribas: „Die feindlichen Schiffe vor Ismael zu verbrennen oder zu beschlagnahmen und mit den etablierten russischen Batterien die Stadt in Schutt und Asche zu legen.“
Die eigentliche Belagerung begann durch Teile der russischen Südarmee unter Generalleutnant I. W. Gudowitsch. Die Festung Ismail war mit Ausnahme des Festungswerkes von Tabia von einem Graben umgeben, der an einigen Stellen mit Wasser gefüllt war. Hinter den breiten und tiefen Gräben waren Holzpalisaden installiert. Der sehr hohe Schacht bestand aus dichtem Tuffstein. Der Hauptwall hatte 7 Bastionen und eine große Anzahl eckiger Kurtinen. Der nördlichste Kavalier ragte bis zu einer Höhe von 40 Fuß vor und war mit 22 Kanonen bestückt. Der Wall der Festung war 3–5 Meter hoch, der 6 Meter breite und 3 Meter tiefe Graben hatte mehrere gefüllte Stellen, wo das Wasser einem Soldaten bis zu den Schultern reichte. Der nördliche Wall war vollständig aus Stein errichtet, die Flussseite war schwächer, weil die Türken nicht glaubten, dass eine russische Marine in die Mündung der Donau eindringen könnte. Die Stärke der türkischen Garnison erreichte nach russischen Quellen die überaus hohe Zahl von 35.000 Mann, darunter 8.000 Reiter, 17.000 Janitscharen und mehrere Tausend Tataren. Der Kommandant von Ismael, der Serasker Aydozli Mehmet Pascha, war ein bereits grau gewordener, aber besonnener Militär. Weitere Unterführer waren Selim Pasha, Hadschi Mehmed Pascha und der ehemalige Gouverneur von Kilija, Mehmed Pascha. Die verbündeten Tatarenreiterei wurde von Qaplan II. Giray, dem Bruder des Krim-Khans, befehligt, der von seinen fünf Söhnen Gazi, Selim, Ahmed, Muhammad, Bahadur und dessen Neffe Maqsud Pascha unterstützt wurde. Lebensmittel- und Munitionsvorräte ermöglichten es, einer Belagerung von mindestens anderthalb Monate standzuhalten.
Fürst Potemkin versuchte zunächst vergebens, die türkische Garnison dazu zu bringen, die Festung auf freien Abzug zu verlassen. Auf russischer Seite gab es weder ein nominelles Oberkommando noch einen einheitlichen Plan für die Cernierung der Festung, drei Generale führten die ihnen zugewiesene Aufgabe nach eigenem militärischen Sachverstand aus. Es gab auch bald Probleme mit der Nahrungsversorgung und zudem brachen bald wegen Unterernährung und Erkältungen Krankheiten aus. Die drei zuerst kommandierenden russischen Generale I. W. Gudowitsch, P. I. Möller-Sakomelski und P. S. Potemkin beschlossen daher beim Kriegsrat in Abwesenheit von Feldmarschall Grigori Potemkin am 7. Dezember (26. November), die Truppen früher in die Winterquartiere zurückzuziehen.
Potemkin sah noch eine Chance zum Erfolg: am 8. Dezember (27. November) schickte er nach General A. W. Suworow, dem er befahl, den Angriff gegen Ismael zu organisieren, die geheime Weisung lautete: „Ihre Exzellenz, ... unsere Flottille hat bei Ismael fast alle türkischen Schiffe zerstört, die Seite der Stadt zum Fluss hin ist offen. Es müssen, mit Gottes Hilfe noch Anstrengungen unternehmen werden, um die Stadt zu erobern. Dazu beeilen Sie sich bitte, alle Einheiten unserer Armee zu übernehmen und am Ort angekommen, die Lage und Schwachstellen durch die Ingenieure zu begutachten. Die Seite der Stadt zur Donau halte ich für die schwächste ...“.

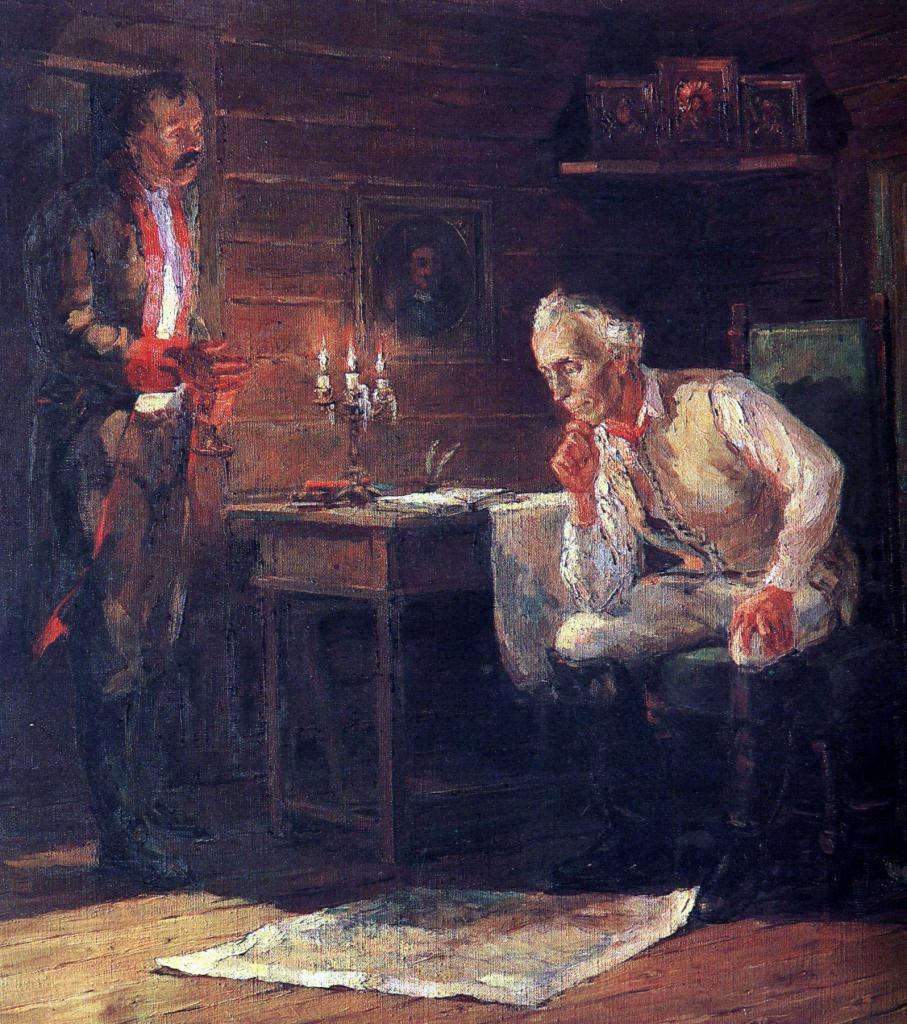
General Suworow beim Kartenstudium

Suworow traf über Galatz kommend am 2. Dezemberjul. / 13. Dezember 1790greg. in Ismail ein und begann sofort mit der Vorbereitung des Angriffs. Am gleichen Tag kehrte auch der Teil der bereits Ende November abgerückten russischen Truppen wieder zurück. Die Stärke der russischen Truppen bestand aus 14.500 Mann (33 Bataillone) regulärer Infanterie, 8.000 Don-Kosaken (ohne Pferde, die beim Kampf um Otschakow umgekommen waren) und 4.000 Schwarzmeer-Kosaken (ehemalige Kosaken als Marinetruppen eingesetzt), 2.000 Arnauten (Albaner und in Süd-Russland rekrutierte Söldner). Die russische Kavallerie war wegen der speziellen Aufgabe, die Festung zu stürmen, sehr klein (11 Eskadronen und 4 Kosakenregimenter, etwa 2.500 Reiter). Insgesamt waren Suworow vor Ismael inklusiv der Ruderflotte 31.000 Mann und über 500 Geschütze unterstellt. Suworow begann demonstrativ mit dem Bau von Belagerungsbatterien, um den Feind eine lange Belagerung vorzutäuschen. Er leitete sofort die Vorbereitungen für den Angriff ein: Dazu wurde ein gleicher Festungsgraben und -wall in ausreichender Entfernung gebaut, abends trainierten dort die Truppen: darunter die Technik, die Gräben mit Faschinen zu überqueren, die Sturmleitern am Schacht anzulegen und den Wall zu erklimmen. Suworow schwebte die Idee vor Augen, die Festung von drei Seiten durch einen plötzlichen Nachtangriff mit Unterstützung der Flussflottille zu überrumpeln.
Am 18. (7.) Dezember übergab Suworow ein Schreiben des Fürsten Potemkin an den Gouverneur Mehmet Aydozli mit der Aufforderung zur Kapitulation und fügte eine kurze Notiz hinzu: „Ich bin mit frischen Truppen hier angekommen. 24 Stunden zum Nachdenken werden gewährt, mein erster Kanonenschuss bedeutet schonungslosen Kampf, sowohl die Garnison als auch die Stadtbewohner werden dann getötet.“ Wenn man sich weigere, könne niemand begnadigt werden, weder die Frauen, noch die unschuldigen Babys auf ihren flehenden Armen. „Ich überlasse es dir, darüber nachzudenken.“ Aydozli Mehmet erbat am nächsten Tag zehn Tage Bedenkzeit, die Suworow ablehnte, denn für ihn war es klar, dass die Türken nur Zeit gewinnen wollten.
Am 20. (9.) Dezember berief er einen Militärrat ein – er forderte sofort die Entscheidung für den Angriff. Suworow erinnerte daran, dass die russischen Truppen bereits zweimal vor der Festung gestanden haben und beide Male ohne Erfolg wieder abgezogen waren. Zum dritten Mal bleibe nur übrig, Ismael zu nehmen oder zu sterben. „Die Schwierigkeiten sind groß: Die Festung ist stark, die Garnison zählt eine ganze Armee, aber nichts kann gegen unsere Waffen bestehen!“. Der Kriegsrat stimmte darauf einstimmig für den Angriff. Suworow bestimmte zwei Drittel seiner Truppen, um am Ostabschnitt die sogenannte Neue Festung und die schwächer befestigte Flussseite anzugreifen. Jeder Kolonne wurden Pionier-Abteilungen beigegeben, die mit Schaufeln die Abhänge der Gräben für den Durchgang abheben, die Sturmleitern tragen und für die Sturmtruppen die Gräben mit Faschinen füllen sollten. Für die Feuerdeckung dieser Spezialtruppe wurden 128 Scharfschützen auf die Kolonnen aufgeteilt. Zwei Tage lang zerstörte die russische Artillerie mit Hunderten Geschützen die Befestigungen, die türkische Festungsartillerie antwortete heftig. Am Mittag des 21. (10.) Dezember schwächte die türkische Artillerie das Feuer dann ab und am Abend hatten sie den Beschuss vollständig eingestellt. Nachts war von der Festung nur ein dumpfes Geräusch zu hören - die Türken trafen ihre letzten Vorbereitungen für die Verteidigung.

### Der Generalangriff am 22. Dezember

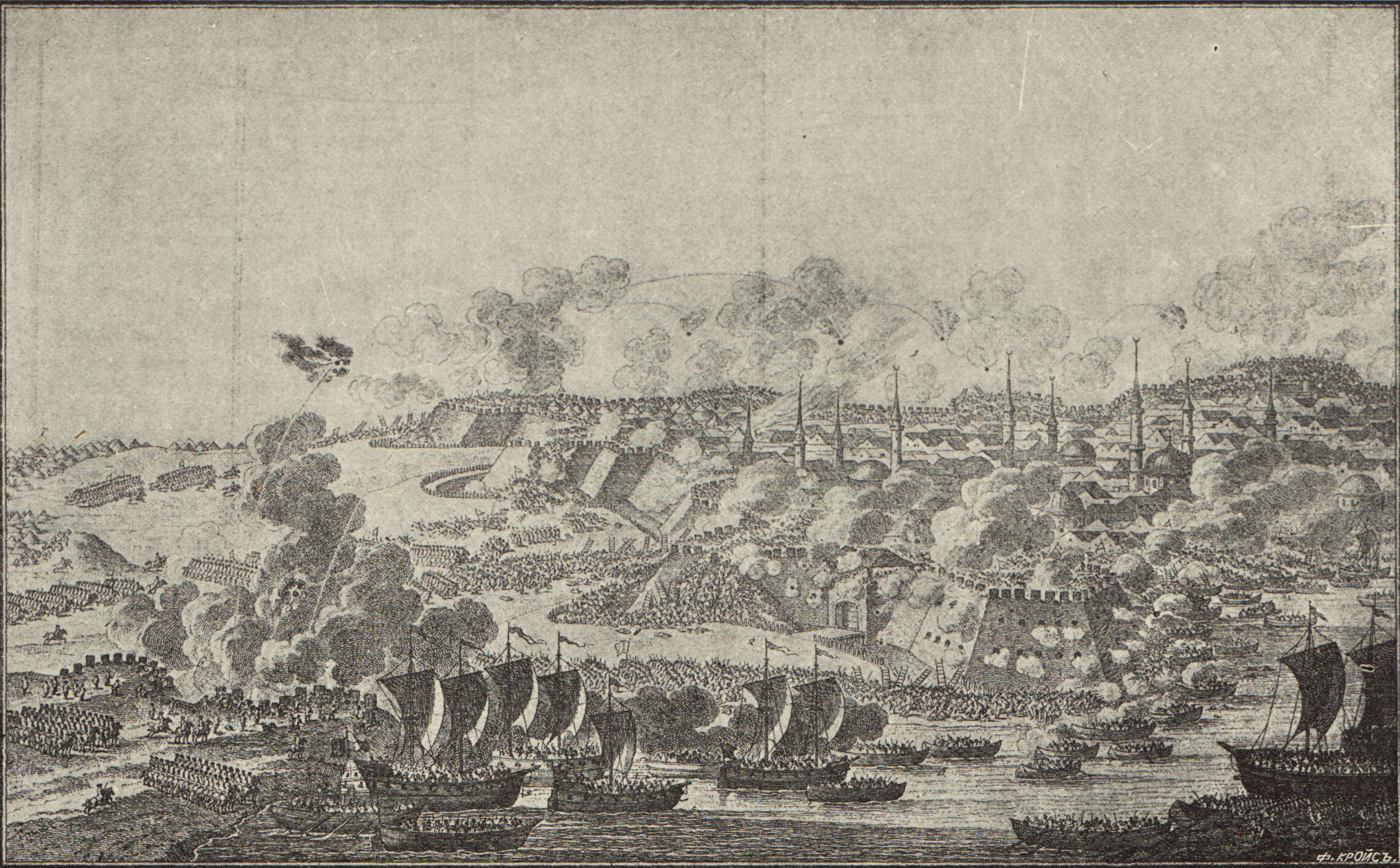
Das belagerte Ismail

Am 21. Dezember begann bei Sonnenaufgang die Artillerievorbereitung der Flankenbatterien von der Insel Tschatal und von den Schiffen der Ruderflottille. Es dauerte mit abflauender Feuerkraft den ganzen Tag durch und endete zweieinhalb Stunden vor dem Angriff. Der Angriff kam nach Einstellung des Beschusses für die Türken nicht überraschend, zudem enthüllten mehrere Überläufer den Angriffsplan.
Am Morgen des 22. Dezember gingen die Kolonnen zum Angriff über. Der Angriff begann um 5.30 Uhr und dauerte bis 16.00 Uhr. Jede Kolonne griff mit durchschnittlich 5 Bataillone an, hinter den Sturmtruppen folgten bis zu 50 Pioniere mit Schanzgerät (Äxte, Spaten, Mauerbrecher), hierauf 3 Bataillone mit den Faschinen und Leitern, dazu kam eine Reserve von 1–2 Bataillone. Die Linieninfanterie-Musketiere waren größtenteils mit handgehaltenen Pulvergranaten bewaffnet, als Sturmtruppe der 1. Kolonne fungierte auch Suworows Phanagoreia-Lieblingsregiment. Mehr als die Hälfte der Infanterie am Ostabschnitt bestand aus Don- und Schwarzmeer-Kosaken, die mit glatten und gezogenen Karabinern, gekürzten Spießen oder Säbeln kämpften. Nach der Disposition Suworows wurden etwa 30.000 Mann vor den Wällen in drei Angriffsabschnitte aufgeteilt und zu neun Angriffskolonnen formiert:
Westabschnitt (Generalleutnant Pawel Sergejewitsch Potemkin)
- 1. Kolonne, Generalmajor Sergei Lawrentjewitsch Lwow
- 2. Kolonne, Generalmajor Boris Petrowitsch Lascy
- 3. Kolonne, livländisches Jägerkorps unter Generalmajor Fjodor Iwanowitsch Meknob

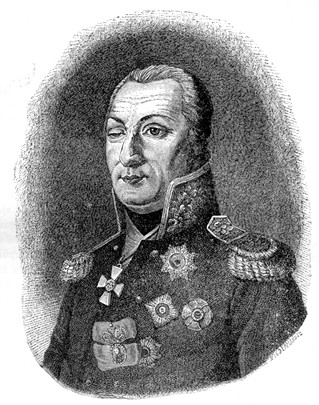
General Michail Kutusow

Ost- und Nordabschnitt (Generalleutnant Alexander Nikolajewitsch Samoilow)
- 4. und 5. Kolonne, Generalmajor Ilja Andrejewitsch Besborodko (Brigaden M. Platow und Wassili Orlow)
- 6. Kolonne, Generalmajor Michail Illarionowitsch Kutusow

Fluss-Abschnitt (Generalmajor Jose de Ribas)
- 7. Kolonne, Kosaken unter dem Ataman Sachari Alexejewitsch Tschepega
- 8. Kolonne, mit dem Preobraschensker-Garderegiment unter Generalmajor Nikolai Dimitrijewitsch Arsenjew
- 9. Kolonne, Generalmajor Irakli Iwanowitsch Markow

Reserve: 2500 Reiter unter Generalmajor Westphalen (am nördlichen Abschnitt postiert).
- 6 Schwadronen Sewerische Karabiner, 5 Schwadronen Woronesch-Husaren und 4 Kosaken-Regimenter.

Die drei Kolonnen (etwa 15 Bataillone oder 7500 Mann stark) des rechten Flügels unter Generalmajor Pawel Potemkin hatten am Westabschnitt die Bezwingung der alten Festung als Ziel.
Die 2. Kolonne des Generalmajor Lascy am Westabschnitt erreichte als erste ihre Positionen vor dem Festungswall, bereits um 6 Uhr morgens überwand ein Jägerregiment den Wall. Die Scharfschützen unter Oberst Abscheron und die Grenadiere des Phanagoreia-Eliteregiments der 1. Kolonne eroberten das Chotiner-Tor und schlossen sich der zweiten Kolonne an. Die 3. Kolonne unter General Mekob hatte es am nördlichen Abschnitt vor der großen Bastion besonders schwer. Hier überschritt die Tiefe des Grabens die Höhe des Schachtes, worauf sich die Sturmleitern mit 11,7 Meter als zu kurz erwiesen und die Männer unter starken Beschuss gerieten.
Der linke Flügel (12.000 Mann, davon 8000 Kosaken und 1000 Arnauten) unter Generalleutnant Samoilow hatte die Erstürmung der neuen Festung sowie des Verbindungswalls zum Ziel. Die große Anzahl von Kosaken war auf die 4. und 5. Kolonne verteilt worden, die unter dem Oberkommando von General Besborodko stand und den Angriff zwischen dem Bender und Kiljia-Tor ausführte. Die 4. Kolonne unter Brigadier Orlow bestand aus 2000 Kosaken; die 5. Kolonne unter Brigadier Matwei Iwanowitsch Platow aus 5000 Kosaken und Arnauten; 2 Bataillone des Polozker Regiments dienten beiden als Reserve. Generalmajor Kutusow führte mit der 6. Kolonne (5 Bataillone und 1000 Kosaken) den Angriff am Abschnitt des Kiljia-Tors.
Den Angriff an der Fluss-Seite bewerkstelligten die Marinetruppen der Flottille unter General de Ribas, die durch 4 Bataillone Infanterie verstärkt auch in drei Kolonnen mit etwa 8500 Mann angriffen: die 8. Kolonne rechts, unter General Arsenjew (3 Bataillone und 2000 Kosaken), war gegen die sogenannte neue Festung bestimmt; die 7. Kolonne unter Brigadier Tschepega (3 Bataillone und 1000 Kosaken) gegen die mittlere; links sollte die 9. Kolonne (5 Bataillone und 1000 Kosaken) unter dem Brigadier Markow mit der 7. Kolonne die alte Festung angreifen. Als am Morgen klar wurde, dass sich die Türken bereits in das Innere der Stadt zurückzogen, wurden die russischen Kolonnen in die Innenstadt nachgezogen. Die Flottille war angewiesen, in zwei Wellen zum Angriff zu schreiten: in der ersten Welle sollten sich die 145 Kosakenbote mit den Landungstruppen befinden; in der zweiten die größeren Schiffe, welche mit ihren schweren Geschützen die Landung decken sollten. Im Morgengrauen leitete die Kosaken-Flottille von Golovati den Angriff ein, indem sie die türkischen Batterien zum Schweigen brachte, gegen 8 Uhr morgens waren die Schanzen und Befestigungen an der Donau überwanden.
An den trockenen Stellen des Wassergrabens warfen die angreifenden Infanteristen ihre Faschinen.
Der Ataman Platow führte derweil 5000 Kosaken gegen den Abschnitt an der Neuen Festung. Als sich das vordere Bataillon der Festung näherte, blieben die Kosaken verwirrt vor dem überfluteten Wassergraben stehen. Platow, der sich vorne befand und sich an Suworows Reden erinnerte, war der erste, der das eiskalte Wasser betrat und hüfttief im Wasser befahl: „Folgt mir!“ - Im folgenden Kampf wurde Generalmajor I. A. Besborodko verwundet, das Kommando wurde von Platow übernommen. Dessen Kosaken wehrten den Gegenangriff der Janitscharen ab, eroberten eine feindliche Batterie und brachen bis zur Donau durch, wo sie sich mit der vom Fluss durchgebrochenen Kolonnen des General Arsenjew vereinigen konnten. Die türkischen Verteidiger am Westabschnitt leisteten gegenüber der 1. Kolonne beim Verteidigungswerk von Tabia zähen Widerstand, Lwows Kolonne musste dieses Werk umgehen, erstürmte trotz schweren Beschusses das Zarsgrader Tor und stellte in der Stadt die Verbindung mit der durch das Chotiner-Tor eingebrochenen 2. Kolonne her.
Die 4. Kolonne schlug einen türkischen Gegenangriff am Bender-Tor zurück, konnte jedoch nicht sofort nachsetzen, weil die Verteidiger den Durchgang durch schwere Steine blockierten. Die 6. Kolonne eroberte die Bastion in der Nähe des Kiliya-Tors, aber das Tor selbst blieb in den Händen der Türken. Orlows Kolonne säuberte zusammen mit der Kolonne des Generalmajors Meknob den wichtigen nördlichen Abschnitt der Befestigungen von Ismail von den Türken. Qaplan Giray versuchte mit mehreren tausend Mann Kavallerie und Tataren in einen verzweifelten, aber erfolglosen Versuch, die verlorenen Wälle zurückzuerobern. Es hatte nur zweieinhalb Stunden gedauert, bis die Angreifer sich im uneinnehmbar gegoltenen Ismael wiederfanden. Um 9 Uhr morgens waren alle wichtigen Befestigungen eingenommen, die russische Kavallerie drang durch die offenen Tore in die Festung ein. In der Stadt begannen heftige, tödliche Kämpfe. Nach dem Durchbruch am Bender-Tor rückten 5 Schwadronen in Ismail ein, dann verbot Suworow der Kavallerie weiter vorzurücken, bevor die Infanterie ihren Weg freimachte. Um die Infanterie zu unterstützen und den Erfolg zu sichern, ließ Suworow 20 leichte Geschütze in die Stadt nachziehen, um die türkischen Barrikaden frontal zusammen zu schießen. Jetzt agierten die Kolonnen gut abgestimmt und konnten die Gegenangriffe der Türken abwehren und besetzten die Stadt Schritt für Schritt.
Bis 11 Uhr dauerte der heftige Widerstand, fast jedes Haus musste im Nahkampf eingenommen werden. Gegen Mittag erreichten die Truppen Lascy, dessen Kolonne als erster die Wälle bestiegen hatte, das Zentrum des Stadtgebietes. Das letzte Widerstandsnest der von allen Seiten bedrängten türkischen Truppen hatte sich auf dem Stadtplatz etabliert. Hier verteidigten sich die Janitscharen, angeführt von Maqsud Giray bis zuletzt. Jedes Haus war eine kleine Festung, die Türken, die nicht auf Gnade hofften, kämpften bis zum letzten Mann. Um 16 Uhr nachmittags war der heftigste Kampf vorbei. Schließlich ergaben sich die letzten Janitscharen unter Muhafiz Pascha der Gnade der Sieger. Der Serasker, 4 Paschas, Qaplan-Giray und alle seine Söhne wurden hingerichtet. Nach dem Angriff wurde die Stadt drei Tage lang von den russischen Truppen geplündert, was zu hohen Opfern unter der lokalen Bevölkerung führte. Nach dem Angriff berichtete Suworow an General Potemkin: „Es gab keine stärkere Festung, keine verzweifeltere Verteidigung, die bei einem blutigen Angriff gefallen ist, als in Ismael!“

## Folgen

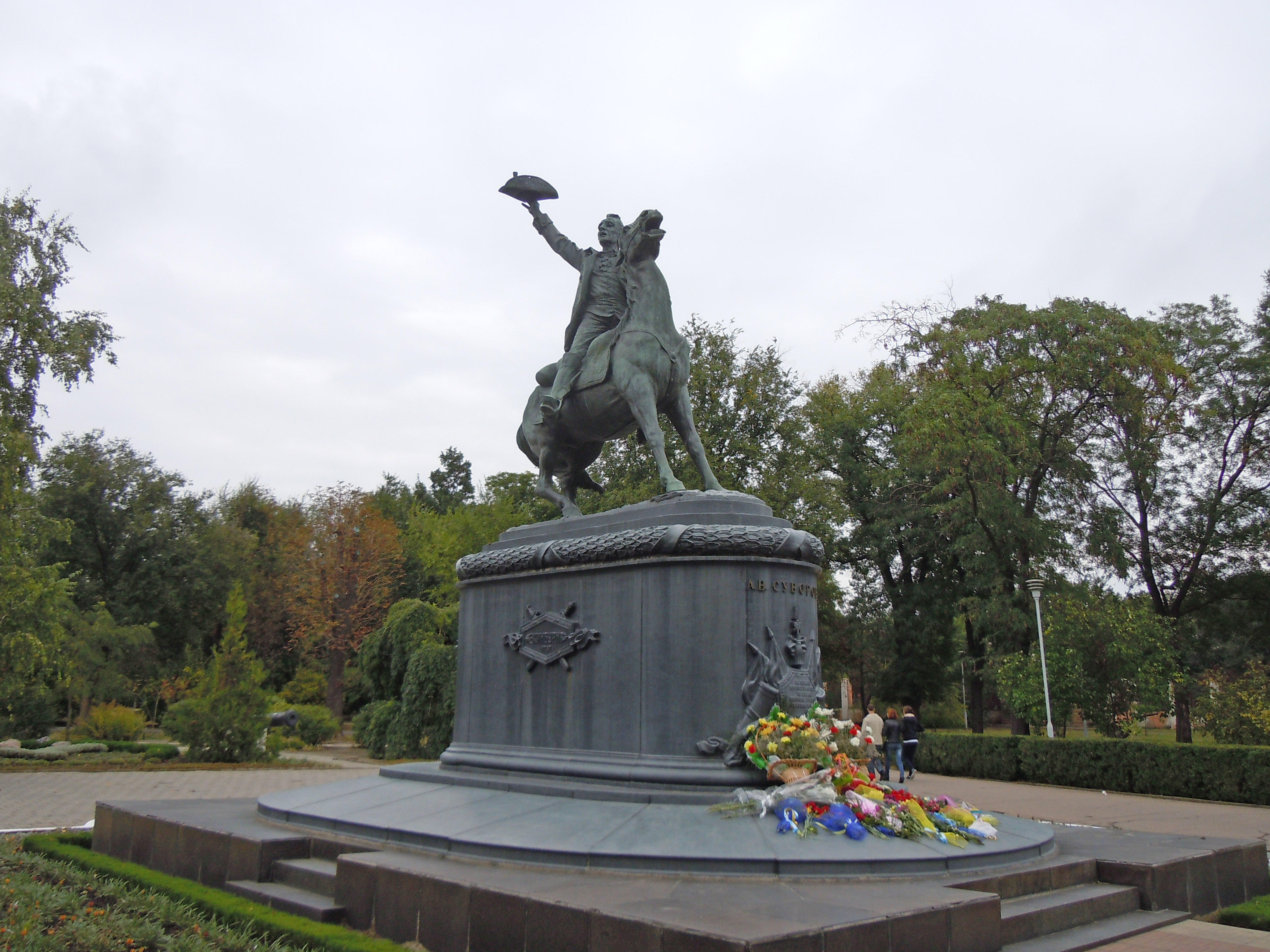
Suworow Monument im heutigen Ismail

Die Türken hatten große Verluste: von 35.000 Mann der Garnison gab es 26.000 Tote. Aydozla-Mehmet Pascha und alle höheren Offiziere waren im Kampf gefallen, 9.000 ergaben sich, der größte Teil der Garnison wurde aber massakriert. Die Trophäen der Russen waren 345 Banner, 265 Kanonen, bis zu 3000 Pud Schießpulver, 20.000 Kanonenkugeln, 8 Lansonen, 12 Fähren und 22 leichte Schiffe. Bis zu 10 Millionen Piaster (über 1 Million Rubel), die erbeutet worden waren, wurden auf die Soldaten verteilt.
Die russische Armee und Marine verlor 5.350 Mann, davon 2.136 Tote (darunter: 1 Brigadegeneral, 66 Offiziere, 1.816 Soldaten, 158 Kosaken, 95 Matrosen); 3.214 Verwundete (darunter: 3 Generale, 253 Offiziere, 2.450 Soldaten, 230 Kosaken, 278 Matrosen). Am Vorabend des Sturmangriffs wurde durch die türkische Artillerie 1 Brigantine versenkt.
Die Eroberung Ismaels war von großer politischer Bedeutung. Der Fall der als uneinnehmbar geltenden Festung und die Vernichtung einer ganzen Armee brachten die Türken zur Mutlosigkeit.
Aber auch die Hoffnungen der russischen Führung, dass nach dem Fall Ismaels das Osmanische Reich um Frieden bitten würde, erfüllten sich nicht. Die russischen Truppen mussten im folgenden Feldzug am 3. Juli (22. Juni) 1791 noch die Festung Anapa erobern und am 9. Juli (28. Juni) 1791 die türkische Armee in der Schlacht von Măcin besiegen. Nachdem die Schwarzmeerflotte unter Uschakow am 11. August (31. Juli) 1791 die türkisch-algerische Flotte in der Seeschlacht von Kap Kaliakra besiegt hatte, wurde am selben Tag ein Waffenstillstand unterzeichnet. Im Frieden von Jassy am 29. Dezember 1791jul. / 9. Januar 1792greg. fielen dann Jedisan und die gesamte nördliche Schwarzmeer-Region vom Dnjestr bis zum Kuban an das Russische Reich.